# Juan Brito Martín
Juan Brito Martín (Tinajo, Lanzarote, 1919 - Arrecife, 14 de febrero de 2018) fue un artesano, ecologista, folclorista y autodidacta español. Recibió la Medalla de Oro de Canarias (2003), y fue declarado Hijo predilecto de Lanzarote en 2013.

## Cronología biográfica
- 1919: Nace en el Peñón del Indiano, creció pastor y agricultor.
- 1938: conoce por primera vez la escuela durante el servicio militar donde le darían el certificado de estudios primarios. A partir de ese momento su vida está unida a la historia de la cultura de su isla.
- 1951: primeros tanteos con el oficio de la alfarería (que dos años después tiene que compensar con el de taxista).[1]
- 1958: descubre en la zona de Punta del Papagayo un allanamiento marino con tres grandes colonias de fósiles.
- 1960: participa, como guía del país, en las excavaciones que Elías Serra Ráfols hace en la antigua catedral de San Marcial de Rubicón, donde aparecen la Necrópolis de la Ciudad de Rubicón, el Castillo de Juan de Bethencourt y el Pozo de San Marcial.[2]
- 1962: recupera una piedra grabada prehispánica procedente de Zonzamas, que pretendían sacar de la isla.[3] Y con la ayuda de las autoridades gubernativas, evita que gran cantidad de material arqueológico procedente de los poblados del Malpaís de La Corona, sea expoliada por un grupo de franceses. Todo ello se encuentra hoy en el Museo de Historia de Arrecife[4]
- 1963: propone al Cabildo Insular de Lanzarote la creación de un Museo del campesino; propuesta que más tarde será respaldada por César Manrique y cuyas obras se iniciarían en 1967.[5]
- 1964: el Ayuntamiento de Arrecife le cede una casa en la barriada de Titerroy, donde creará un pequeño museo.[6]
- 1970: colabora con Luis Alemany, arquitecto de Bellas Artes, en obras de restauración de la Villa de Teguise y del Castillo de Guanapay.
- 1971: Guarda del Patrimonio Nacional y Monumental Histórico-Artístico por el Ministerio de Educación y Ciencia, cargo que desempeña hasta su jubilación en el año 1984. Ese mismo año de 1971 es nombrado vigilante de las Normas Complementarias y Subsidiarias de planeamiento para la Isla de Lanzarote, por el Cabildo de Lanzarote, uno de cuyos objetivos es la paralización de todas las edificaciones clandestinas.
- 1972: legado cultural, con motivo de su creación, al Museo Arqueológico y Etnográfico de Arrecife (instalado en el Castillo de San Gabriel), rebautizado Museo de Historia en 2011.[7]
- 1973: Vigilante de los campos lávicos y paisajes en general de la Isla de Lanzarote, controlando la apropiación indebida de grandes extensiones de campos lávicos. También, actuando en nombre del Cabildo Insular de Lanzarote, inicia una labor para que todas las casas se pinten de blanco.
- 1974: colabora en la campaña de desaparición de todos los carteles de propaganda existentes en carreteras y grandes espacios abiertos.
- 1977: socio de honor del Institutum Canarium en Hallein, Viena, Austria.[8]
- 1980: descubre la aguada o mareta aborigen de Zonzamas, que tiene una capacidad de 2.500 a 3.000 pipas de agua.
- 1984: el Cabildo lanzaroteño le concede la medalla Pancho Lasso.
- 2003: el gobierno canario le otorga la Medalla de Oro de Canarias, sumándose a los muchos reconocimientos logrados a lo largo de su vida: el Escudo de Oro y Brillantes del Ayuntamiento de Arrecife, el Cangrejo de Oro del Cabildo Insular de Lanzarote, la Escultura en Bronce del Cabildo de Fuerteventura y Lanzarote, y una calle en Arrecife.
- 2013: Elegido Hijo Predilecto de Lanzarote, el primero nombrado en vida,.[9] Honor antes concedido a César Manrique,[10] José Molina Orosa y Pepín Ramírez como Hijos Predilectos, y a José Saramago y Jesús Soto como Hijos Adoptivos.
- 2017: fallece su esposa Isabel Paz Arrocha.
- 2018: fallece a la edad de 98 años.

## Etnógrafo autodidacta, artesano y folclorista de Lanzarote
- Confeccionó además un mapa Arqueológico de Lanzarote (con 46 yacimientos); realizó estudios diversos sobre los primeros asentamientos de la isla y la evolución del molino aborigen (desde el machacador, pasando por las lajas frotadoras, piedras ciegas, molinos de manos y tahonas, hasta los molinos actuales). También ha recogido topónimos de Lanzarote: más de 100 nombres con la consonante T (por el sur de la isla) y aproximadamente otros 100 con la G (por el norte). En concreto sobre Teguise, antigua capital insular, ha reunido y localizado: documentos, pinturas, armas antiguas, sables (entre ellos el que perteneció al último gobernador) [cita requerida], objetos de plata, trabajos de orfebrería, etc.

- Alfarero (nieto y alumno de la última locera tradicional de la isla: Dorotea de Armas Marcelo), cerámista y creador de dos conjuntos escultóricos: La Mitología de la Princesa Ico,[11] con 25 figuras hechas en barro, y una recreación del Obispado del Rubicón, con 20 figuras. Desde 1980 tiene una exposición individual permanente en las salas del Museo de Historia de Arrecife.

- En cestería trabajó la caña, el pírgano, la paja de trigo, el junco, la palma, etc. En piedra: molinos, pilas, morteros, vicas, etc. En madera, todo tipo de aperos del campo: arados, sillas, serones, medidas, cangas, juegos, etc.

- Como folklorista: fundador en 1964 del grupo Titerroygatra que un año después se convierte en Los Campesinos, adoptando visualmente la antigua vestimenta del campesino de Lanzarote. En este contexto crea el baile de la Saranda, la letra y coreografía de la malagueña, la Isa del barbecho, etc. Fundador asimismo, del primer centro cultural de Titerroy, para la formación de grupos infantiles, murgas y comparsas. También rescató fiestas tradicionales como las romerías de Mancha Blanca y de San Ginés.

- Publicaciones: Mitología de la Princesa Ico, Coplas y Canciones (1999)  y  Sorondongos de Lanzarote (editado por el CCPC en 2010).[12] También varias separatas informativas históricas, entre otras: Las veredas del agua, Las vegas de trigo, Molinos y tahonas, Los mil años de molienda, La gran aldea de Zonzamas, El hombre y el campo, El arado, el camello y el hombre, La pastora y la virgen, El trillo de pedernal, Medidas de trueque y El serón y el camello.

## Reconocimientos
Además de la Medalla de Oro de Canarias (2003) y el título de Hijo Predilecto de Lanzarote, Juan Brito recibió el Escudo de Oro y Brillantes del Ayuntamiento de Arrecife, el Cangrejo de Oro del Cabildo de Lanzarote, la Escultura en Bronce del Cabildo de Fuerteventura y Lanzarote y una calle de Arrecife con su nombre.

## En la cultura
Alfonso Palazón realizó el documental Juan Brito: Tamia en 2019.